# Groton (Suffolk)
Groton – wieś i civil parish w Anglii, w hrabstwie Suffolk, w dystrykcie Babergh. Leży 21 km na zachód od miasta Ipswich i 90 km na północny wschód od Londynu. W 2001 civil parish liczyła 222 mieszkańców, a na jej terenie znajdują się miejscowości Broad Street, Castling’s Heath, Gosling Green, Horner’s Green i Parliament Heath. We wsi znajduje się kościół (Church of St Bartholomew). Groton jest wspomniana w Domesday Book (1086) jako Grotena.